# Dalainville
Louis-François Molé, genannt Dalainville (* 4. Oktober 1732; † November 1801) war ein französischer Schauspieler und Theaterregisseur.
Dalainville war der Bruder von François-René Molé und hatte schauspielerische Vorbildung, als er in der Provinz erste tragische Rollen spielte. Im Jahr 1758 erhielt er ein Engagement an der Comédie-Française und wurde als Arviane in Pierre-Claude Nivelle de La Chaussées Melanide besetzt. Nach einigen weiteren Inszenierungen wurde er noch im selben Jahr Halbmitglied der Société de la Comédie-Française. Nach Streitigkeiten mit Jean-François Marmontel gab er im Folgejahr sein Engagement auf und ging in die Niederlande und anschließend nach Lyon, wo er 1764 auf der Bühne stand. Auf Wunsch seines Bruders konnte Dalainville im Jahr 1769 ein volles Engagement bei der Comédie antreten. Jedoch zwang ihn eine Intrige innerhalb des Ensembles, die Comédie zu verlassen, und er wandte sich Marseille zu. Vom Jahr 1779 bis ins Jahr 1791 war er Theaterregisseur in Toulouse, dann in Rouen. Wegen der Revolution kam Dalainville in Geldnot, und sein Bruder musste ihm zu Hilfe kommen und seine Schulden übernehmen. Über die Todesumstände und den Sterbeort ist nicht bekannt.